# Tugan
Tugan is een bestuurslaag in het regentschap Aceh Singkil van de provincie Atjeh, Indonesië. Tugan telt 131 inwoners (volkstelling 2010).